# 駒木結衣
駒木 結衣（こまき ゆい、1996年〈平成8年〉6月9日 - ）は、日本の気象キャスター、防災士。ウェザーニュース所属。愛称はゆいちゃん、おゆい、こまきゅい、もぐゆい。

## 来歴
宮城県仙台市出身。宮城県宮城第一高等学校を卒業後、津田塾大学学芸学部を卒業。大学在学中はメディアスタディーズ・コースに在籍し、サークルは放送研究会に所属。大学4年次に通っていたアナウンススクールにて、気象情報会社ウェザーニューズが放送するインターネット気象情報番組『ウェザーニュースLiVE』キャスターオーディションに応募し合格。在学中の2018年に、気象キャスターとしてウェザーニューズへ入社した。同期入社のキャスターは檜山沙耶。
2023年1月27日、1stフォトエッセイ『空を結ぶ』を出版。特技やグラビアに挑戦する様子の他、プライベートショットや仕事中の秘蔵写真、同期の檜山とのトークの模様などを掲載し、エッセイでは生い立ちや気になること、ウェザーニュースの仕事、空や天気のことについて書き綴った。
2024年6月29日、自身のSNS「X」を更新し、結婚したことを報告した。

## 人物・エピソード
- 名前の由来は「人と人とを結びつけて衣のように温かい人間になってほしい」との思いから[3]。
- お披露目放送にて「ゆいちゃん・いくらちゃん・こまっきー・ゆいぽん」の候補より愛称の視聴者投票が行われ、ゆいちゃんに決定した[3]。
- 特技は書道、剣道。書道は5歳の頃から習っており、段位は範士[10]。中学・高校時代は剣道部に所属し、段位は初段[3]。剣道と水泳は得意である一方、それ以外のスポーツ、特に球技全般が苦手である[3]。
- イクラが大好物で、イクラかけ放題店ではあふれるほどに盛って食べるのを好む[11][12]。2022年9月28日に公開されたウェザーニュースとauスマートパスプレミアムのコラボ動画でも、東京都中央区の銀座にある飲食店で茶碗の外にまで溢れたイクラ丼をレポートしている[13]。
- 趣味は映画鑑賞、旅行[1]。また、温泉、露天風呂、岩盤浴を愛好している[14]。
- 2022年1月に発刊された檜山の著書『ブルーモーメント』に対談相手として駒木が登場している[15]。
- 2022年2月には同期の檜山と共にヴィレッジヴァンガードとコラボレーションを行い、期間限定でグッズのネット販売が行われた[16]。
- 2022年11月には共にアパレルブランドの『KANGOL REWARD』とコラボレーションを行い、『パーカー』を製作し、期間限定でネット販売が行われた[17]。そのパーカーには、檜山と駒木それぞれの名前を繋げたコラボサインや2人が出会った日付が刺繍されている[18]。
- 2023年1月22日、フォトエッセイ「空を結ぶ」の発売に先行して、HMV&BOOKS SHIBUYAにてお渡し会が実施された。同日の発売記念取材会では、檜山の影響でコスプレにも興味を持ち始めたことを明かしている[19]。
- フォトエッセイ発売後の2023年2月18日にはSHIBUYA TSUTAYAでオンライントークイベントが開催され、シブツタChannelで生配信された[20]。イベントには本書で女子会トークをしている檜山も参加し、イベント終了時に重版が決定したことが発表された[21]。
- 2023年3月12日に仙台国際センターで開催された世界防災フォーラムの宮城県セッションにおいて、パネリストの1人として登壇した[22]。
- AKB48が出演したドラマ『マジすか学園』の影響でセーラー服に憧れを抱くようになった[23]。
- 檜山が同社を退職する際、番組外で特別に『最後の同期クロストーク』と題して、入社からの思い出を二人で語り合った。
- 『うまゆい！』という一発ギャグを持っている。

## 出演

### ウェザーニュースLiVE
- ウェザーニュースLiVE・モーニング - 2019年6月5日 -
- BSフジ×ウェザーニュース（5時-5時30分） - 2019年6月5日 -
- ウェザーニュースLiVE・サンシャイン - 2018年12月2日 -
- ウェザーニュースLiVE・コーヒータイム - 2018年11月9日 -
- ウェザーニュースLiVE・アフタヌーン - 2018年12月5日 -
- ウェザーニュースLiVE・イブニング - 2018年11月18日 -
- ウェザーニュースLiVE・ムーン - 2019年3月23日 - （代役としての担当はあったが正式な担当はこの日が初となる）
- ウェザーニュースLiVE・ミッドナイト - 2019年10月12日（台風第19号（令和元年東日本台風）上陸に伴い26時 - 29時までを担当）

### 過去
- 2018年10月18日 - 『ウェザーニュースLiVE』で16時-17時を担当しキャスター初出演。
- ウェザーニュースLiVE(16:00-17:00)（2018年10月18日 - 2018年11月30日）[注 1]
- 2019年12月14日 - ADVANCED WEATHER REPORT『ふたご座流星群を観測せよ』にて長野県阿智村より初めての流星中継を担当。
- 2022年9月2日 - おつきみピッピ ポケモンセンターでの受け取り方（ポケモン）[24][25]
- 2022年9月28日 - お天気キャスターの気になるアレこれ（KDDI）[26]

### その他
- 龍が如く8（2024年1月26日発売、セガ制作、PlayStation 5・PlayStation 4・Windows・XSX/S・XOne） - 結衣[27]役
- au Payマーケット - 他のウェザーニュースキャスターと共に不定期出演中
- ウェザーニュース×三体特別映像（Netflix） [28]
- JR東日本×ウェザーニュース ｢夏の避暑旅｣[29]

## 書籍
- 空を結ぶ（ワニブックス、2023年1月27日、ISBN 978-4-8470-7264-2）[30]